# پشت پرده ۹/۱۱
پشت پردهٔ ۹/۱۱ یک فیلم مستند تلویزیونی در سه قسمت است که تاور پروداکشن آن را تولید کرده‌است و برای اولین بار در ۲۱ و ۲۲ آگوست سال ۲۰۰۵ در شبکه نشنال جئوگرافیک پخش شد. این برنامه حملات ۱۱ سپتامبر ۲۰۰۱، حوادثی که منجر به آن شد و پیامدهای آن را پوشش می‌دهد. بخش اول شامل بررسی رویدادهای منجر به حمله ۱۱ سپتامبر است. بخش دوم شامل خود حوادث ۹/۱۱ و پیامدهای آن است. کارشناسان و شاهدان عینی گزارش‌های خود از حملات را ارائه می‌کنند و حوادث به صورت ترتیب زمانی پوشش داده شده‌است.
پشت پردهٔ ۹/۱۱ تا آن موقع پر امتیازترین برنامه شبکه نشنال جئوگرافیک بود و برای یک جایزهٔ امی در سال ۲۰۰۶ نامزد شد.
در ۲۷ آگوست ۲۰۰۶، مستند دوباره با جزئیات بیشتری دربارهٔ زکریا موسوی و برنامهٔ خطر احتمالی منتشر شد.
در ۷ می ۲۰۱۱، قسمت سوم با جزئیاتی در مورد مرگ اسامه بن لادن و افزایش حملات با الهام از رهبران دیگر مانند انور العولقی که مظنون به آماده کردن سه نفر از هواپیماربایان ۹/۱۱ در سن دیگو و ویرجینیا است، منتشر شد.

## بخش‌ها

### جنگ علیه آمریکا
بخش اول رویدادهای قبل از ۹/۱۱ که منجر به حملات تروریستی بعدی شد را پوشش می‌دهد. این بخش با بمب‌گذاری مرکز تجارت جهانی در سال ۱۹۹۳ شروع می‌شود و پس از آن به بررسی جنگ شوروی و افغانستان به همراه اسامه بن لادن، شکل‌گیری القاعده، برنامه‌ریزی عملیات هواپیماها و انتخاب عوامل آن می‌پردازد.

### ساعت صفر
بخش دوم رویدادهای در حال وقوع ۱۱ سپتامبر ۲۰۰۱ را پوشش می‌دهد. این بخش از ساعت ۵:۴۳ بامداد با پذیرش دو هواپیماربای پرواز ۱۱ در فرودگاه جت بین‌المللی پورتلند شروع می‌شود. این بخش به بررسی رویدادهای زیر می‌پردازد: برخورد پرواز شمارهٔ ۱۱ به مرکز تجارت جهانی در ساعت ۸:۴۶ صبح، پرواز شمارهٔ ۱۷۵ به سمت مرکز تجارت جهانی ۲ در ساعت ۹:۰۳ صبح، پرواز شمارهٔ ۷۷ به پنتاگون در ساعت ۹:۳۷ صبح و پرواز شمارهٔ ۹۳ خطور هوایی یوناید در شهرستان استونی‌کریک پنسیلوانیا در ساعت ۱۰:۰۳ صبح؛ فروریختن مرکز تجارت جهانی ۲ در ساعت ۹:۵۹ صبح فروریختن حلقهٔ ای پنتاگون در ساعت ۱۰:۱۵ صبح و فروریختن مرکز تجارت جهانی در ساعت ۱۰:۲۸ صبح.
با این حال، این برنامه به فروریختن مرکز تجارت جهانی هفت در ساعت ۵:۲۰ عصر اشاره‌ای نمی‌کند. همچنین به‌طور خلاصه به بررسی حملاتی که بعد از ۹/۱۱ اتفاق افتاد، می‌پردازد.

### جنگ همچنان ادامه دارد
بخش سوم حوادثی را پوشش می‌دهد که بعد از ۹/۱۱ منجر به قتل اسامه بن لادن می‌شود. این بخش با حمله به اردوگاه بن‌لادن شروع می‌شود و سپس چندین حملهٔ تروریستی مرتبط از جمله بمب‌گذاری سال ۲۰۰۲ در بالی، بمب‌گذاری سال ۲۰۰۴ در قطار مادرید، قتل نیک برگ، بمب‌گذاری‌های ۷ ژوئیه ۲۰۰۵ لندن، حملات نوامبر ۲۰۰۸ در بمبئی و تیراندازی فورت هود بررسی می‌شود. این قسمت با مرگ اسامه بن لادن در ابوت آباد پاکستان به پایان می‌رسد. همچنین زندگی انور العولقی و مداخلهٔ خود او در ۹/۱۱ بررسی می‌شود. العولقی در تاریخ ۳۰ سپتامبر ۲۰۱۱ در یک حمله هواپیماهای بدون سرنشین کشته شد.